# إيما كيني
إيما كيني (بالإنجليزية: Emma Kenney)‏ هي ممثلة أمريكية، ولدت في 14 سبتمبر 1999 في مانهاتن في الولايات المتحدة.

## وصلات خارجية
- إيما كيني على موقع IMDb (الإنجليزية)
- إيما كيني على موقع قاعدة بيانات الفيلم (الإنجليزية)